# Karl Prinz
Charles Prince, né le 31 janvier 1949 à Hagen, est un diplomate allemand qui fut ambassadeur en Sierra Leone de 1991 à 1994, ambassadeur au Mali de 1997 à 2001, ambassadeur en Guinée de 2006 à 2011 et ambassadeur en Côte d'Ivoire de 2011 jusqu'à sa retraite en 2014.

## Biographie
Après avoir obtenu son diplôme d'études secondaires à Hagen, Prinz a commencé à étudier l'économie à l'Université de la Ruhr à Bochum et à l'Université de la Sarre en 1967, obtenant en 1972 un diplôme en administration des affaires. Il a ensuite travaillé entre 1973 et 1976 comme agent de développement pour le Service allemand de développement (DED) au Botswana, avant de rejoindre ensuite le service extérieur et, après avoir terminé sa formation d'attaché, a travaillé à l'ambassade au Nigeria de 1979 à 1981.
Après une affectation ultérieure à l'ambassade aux États-Unis, il a été membre du personnel de l'ambassade en Irlande de 1984 à 1987. Ensuite, Prince a travaillé au ministère des Affaires étrangères jusqu'en 1991 et a été ambassadeur au Libéria de 1991 à 1994. Après avoir été représentant permanent de l'ambassadeur en Corée du Sud jusqu'en 1997, il a été ambassadeur au Mali de 1997 à 2001 puis chef de service au ministère fédéral des Affaires étrangères jusqu'en 2005.
Il a ensuite été ambassadeur de la République fédérale d'Allemagne en Guinée depuis 2006, succédant à Dirk Baumgartner nommé ambassadeur de la République fédérale d'Allemagne au Qatar. le 15 septembre 2011, il devient ambassadeur en Côte d'Ivoire, succédant à Stephan Keller, qui prend sa retraite, tandis que Hartmut Krausser devient le nouvel ambassadeur en Guinée. Claus Auer l'a remplacé en 2014.

## littérature
- Qui est qui? Le Who's Who allemand. Édition 2006/2007, Schmidt-Römhild,  (ISBN 3-7950-2042-5), p.1034.